# Platythelphusa immaculata
Platythelphusa immaculata é uma espécie de crustáceo da família Potamonautidae.
É endémica da Tanzânia.
Os seus habitats naturais são: lagos de água doce.